# Friedrich-Wilhelms-Hütte
Friedrich-Wilhelms-Hütte è uno dei dodici quartieri di Troisdorf, nel circondario tedesco del Reno-Sieg, nel Bundesland della Renania Settentrionale-Vestfalia.